# 74-XX
Classificazione delle ricerche matematiche: sezioni di livello 1

00-XX 01 03 05 06 08 | 11 12 13 14 15 16 17 18 19 20 22 | 26 28 30 31 32 33 34 35 37 39 40 41 42 43 44 45 46 47 49 | 
 51 52 53 54 55 57 58 | 60 62 65 68 | 70 74 76 78 | 80 81 82 83 85 86 | 90 91 92 93 94 97-XX
74-XX è la sigla della sezione primaria dello schema di classificazione
MSC dedicata alla meccanica dei solidi deformabili.
La pagina attuale presenta la struttura ad albero delle sue sottosezioni secondarie e terziarie.

## 74-XX
meccanica dei solidi deformabili
- 74-00 opere di riferimento generale (manuali, dizionari, bibliografie ecc.)
- 74-01 esposizione didattica (libri di testo, articoli tutoriali ecc.)
- 74-02 presentazione di ricerche (monografie, articoli di rassegna)
- 74-03 opere storiche {!va assegnato almeno un altro numero di classificazione della sezione 01-XX}
- 74-04 calcolo automatico esplicito e programmi (non teoria della computazione o della programmazione)
- 74-05 lavoro sperimentale
- 74-06 atti, conferenze, collezioni ecc.

## 74Axx
generalità, assiomatica, fondamenti di meccanica del continuo dei solidi
- 74A05 cinematica della deformazione
- 74A10 sforzi
- 74A15 termodinamica
- 74A20 teoria delle funzioni costitutive
- 74A25 teorie moleculare, statistica e cinetica
- 74A30 materiali non semplici nonsimple
- 74A35 materiali polari
- 74A40 materiali casuali e materiali compositi
- 74A45 teorie della fratture e delle avarie?damage
- 74A50 superfici ed interfacce strutturate, fasi coesistenti
- 74A55 teorie della frizione (tribologia)
- 74A60 teorie micromeccaniche
- 74A65 materiali reattivi
- 74A99 argomenti diversi dai precedenti, ma in questa sezione

## 74Bxx
materiali elastici
- 74B05 elasticità lineare classica
- 74B10 elasticità lineare con sforzi iniziali
- 74B15 equazioni linearizzate riguardanti uno stato deformato (piccole deformazioni sovrapposte a larghe)
- 74B20 elasticità non lineare
- 74B99 argomenti diversi dai precedenti, ma in questa sezione

## 74Cxx
materiali plastici, materiali di tipo intensità dello sforzo? ?stress-rate e di tipo a variabilità interna
- 74C05 teorie di piccola fatica?small, indipendente dall'intensità (inclusi i materiali rigido-plastici ed elasto-plastici)
- 74C10 teorie di piccola fatica, dipendente dalla intensità (incluse le teorie della viscoplasticità]
- 74C15 teorie di grande fatica, indipendente dalla intensità (inclusa la plasticità non lineare)
- 74C20 teorie di grande fatica, dipendente dalla intensità
- 74C99 argomenti diversi dai precedenti, ma in questa sezione

## 74Dxx
materiali di tipo strain-rate e di tipo sensibile alla storia, altri materiali con memoria (inclusi i materiali elastici con attenuazione viscosa, materiali variamente? viscoelastici)
- 74D05 equazioni costitutive lineari
- 74D10 equazioni costitutive non lineari
- 74D99 argomenti diversi dai precedenti, ma in questa sezione

## 74Exx
proprietà materiali in seguito a trattamenti speciali
- 74E05 disomogeneità
- 74E10 anisotropia
- 74E15 struttura cristallina
- 74E20 granularità
- 74E25 trama?texture
- 74E30 proprietà composite e di mistura
- 74E35 struttura casuale
- 74E40 struttura chimica
- 74E99 argomenti diversi dai precedenti, ma in questa sezione

## 74Fxx
accoppiamento della meccanica dei solidi con altri effetti
- 74F05 effetti termici
- 74F10 interazioni fluido-solido (incluse aero-elasticità, idro-elasticità, porosità ecc.)
- 74F15 effetti elettromagnetici
- 74F20 effetti di mistura
- 74F25 effetti chimici e reattivi
- 74F99 argomenti diversi dai precedenti, ma in questa sezione

## 74Gxx
equilibrio (stato stabile) problemi
- 74G05 soluzioni esplicite
- 74G10 approssimazione analitica delle soluzioni (metodi perturbativi, metodi asintotici, serie ecc.)
- 74G15 approssimazione numerica delle soluzioni
- 74G20 esistence locale di soluzioni (vicino ad una data soluzione)
- 74G25 esistenza globale di soluzioni
- 74G30 unicità delle soluzioni
- 74G35 moltiplicità delle soluzioni
- 74G40 regolarità delle soluzioni
- 74G45 limiti per le soluzioni
- 74G50 principio di Saint-Venant
- 74G55 comportamento qualitativo delle soluzioni
- 74G60 biforcazione e buckling?
- 74G65 minimizzazione dell'energia
- 74G70 concentrazioni di sforzi, singolarità
- 74G75 problemi inversi
- 74G99 argomenti diversi dai precedenti, ma in questa sezione

## 74Hxx
problemi dinamici
- 74H05 soluzioni esplicite
- 74H10 approssimazione analitica delle soluzioni (metodi perturbativi, metodi asintotici, serie ecc.)
- 74H15 approssimazione numerica delle soluzioni
- 74H20 esistenza delle soluzioni
- 74H25 unicità delle soluzioni
- 74H30 regolarità delle soluzioni
- 74H35 singolarità, blowup?allargamento, concentrazioni di sforzi
- 74H40 comportamento sul lungo periodo delle soluzioni
- 74H45 vibrazioni
- 74H50 vibrazioni casuali
- 74H55 stabilità
- 74H60 biforcazione dinamica
- 74H65 comportamento caotico
- 74H99 argomenti diversi dai precedenti, ma in questa sezione

## 74Jxx
onde
- 74J05 onde lineari
- 74J10 onde ammassate?bulk
- 74J15 onde di superficie
- 74J20 scattering di onde
- 74J25 problemi inversi
- 74J30 onde non lineari
- 74J35 onde solitarie
- 74J40 urti e discontinuità collegate
- 74J99 argomenti diversi dai precedenti, ma in questa sezione

## 74Kxx
corpi sottili, strutture
- 74K05 stringhe
- 74K10 rods?verghe? (beams?fasci, colonne, shafts?aste, arches?volte?archi, anelli ecc.)
- 74K15 membrane
- 74K20 lastre
- 74K25 gusci
- 74K30 junctions?giunture
- 74K35 pellicole sottili
- 74K99 argomenti diversi dai precedenti, ma in questa sezione

## 74Lxx
sottocampi speciali della meccanica dei solidi
- 74L05 meccanica dei solidi in geofisica [vedi anche 86-XX]
- 74L10 meccanica del suolo e delle rocce
- 74L15 meccanica dei solidi in biomeccanica [vedi anche 92C10]
- 74L99 argomenti diversi dai precedenti, ma in questa sezione

## 74Mxx
generi speciali di problemi
- 74M05 controllo, commutatori e dispositivi ("materiali intelligenti") [vedi anche 93Cxx]
- 74M10 frizione
- 74M15 contatto
- 74M20 impatto
- 74M25 micromeccanica
- 74M99 argomenti diversi dai precedenti, ma in questa sezione

## 74Nxx
trasformazioni di fase nei solidi
[vedi anche 74A50, 80Axx, 82B26, 82C26]
- 74N05 cristalli
- 74N10 trasformazioni dislocative?
- 74N15 analisi della microstruttura
- 74N20 dinamica dei contorni di fase
- 74N25 trasformazioni coinvolgenti diffusione
- 74N30 problemi coinvolgenti isteresi
- 74N99 argomenti diversi dai precedenti, ma in questa sezione

## 74Pxx
ottimizzazione
[vedi anche 49Qxx]
- 74P05 ottimizzazione della condiscendenza? o del peso
- 74P10 ottimizzazione di altre proprietà
- 74P15 metodi topologici
- 74P20 metodi geometrici
- 74P99 argomenti diversi dai precedenti, ma in questa sezione

## 74Qxx
omogeneizzazione, determinazione di proprietà effettive
- 74Q05 omogeneizzazione in problemi di equilibrio
- 74Q10 omogeneizzazione ed oscillazioni nei problemi dinamici
- 74Q15 equazioni costitutive effettive
- 74Q20 restrizioni sulle proprietà effettive
- 74Q99 argomenti diversi dai precedenti, ma in questa sezione

## 74Rxx
frattura ed avaria
- 74R05 avaria per fragilità
- 74R10 frattura per fragilità
- 74R15 frattura ad alta velocità
- 74R20 frattura anelastica ed avaria
- 74R99 argomenti diversi dai precedenti, ma in questa sezione

## 74Sxx
metodi numerici
[vedi anche 65-XX, 74G15, 74H15]
- 74S05 metodi degli elementi finiti
- 74S10 metodi dei volumi finiti
- 74S15 metodi degli elementi al contorno
- 74S20 metodi delle differenze finite
- 74S25 metodi spettrali e metodi collegati
- 74S30 altri metodi numerici
- 74S60 metodi stocastici
- 74S70 metodi di variabile complessa
- 74S99 argomenti diversi dai precedenti, ma in questa sezione